# Burmoniscus orientalis
Burmoniscus orientalis är en kräftdjursart som beskrevs av Green, Ferrara och Stefano Taiti 1990. Burmoniscus orientalis ingår i släktet Burmoniscus och familjen Philosciidae. Inga underarter finns listade i Catalogue of Life.